# Sitters
Sitters ist die gemessen an der Einwohnerzahl kleinste Ortsgemeinde im Donnersbergkreis in Rheinland-Pfalz. Sie gehört der Verbandsgemeinde Nordpfälzer Land an, die ihren Verwaltungssitz in der Gemeinde Rockenhausen und eine zusätzliche Verwaltungsstelle in Alsenz hat.

## Geographie
Sitters liegt im Nordpfälzer Bergland innerhalb dessen Teilbereich Glan-Alsenz-Höhen. Nachbargemeinden sind – im Uhrzeigersinn – Obermoschel, Niedermoschel, Alsenz, Schiersfeld und Unkenbach. Mitten durch den Ort fließt die Moschel.

## Geschichte
Bis Ende des 18. Jahrhunderts gehörte der Ort zu Pfalz-Zweibrücken und unterstand dort dem Oberamt Meisenheim.
Von 1798 bis 1814, als die Pfalz Teil der Französischen Republik (bis 1804) und anschließend Teil des Napoleonischen Kaiserreichs war, war Sitters in den Kanton Obermoschel eingegliedert und unterstand der Mairie Obermoschel. 1815 hatte der Ort 149 Einwohner. Anschließend wechselte der Ort in das Königreich Bayern. Von 1818 bis 1862 gehörte er weiterhin dem Kanton Obermoschel an und war Teil des Landkommissariat Kirchheim an; aus diesem ging das Bezirksamt Kirchheim hervor. Am 1. Dezember 1900 wechselte die Gemeinde in das neu geschaffene Bezirksamt Rockenhausen.
Ab 1939 war der Ort Bestandteil des Landkreises Rockenhausen. Nach dem Zweiten Weltkrieg wurde Sitters innerhalb der französischen Besatzungszone Teil des damals neu gebildeten Landes Rheinland-Pfalz. 1961 hatte die Gemeinde insgesamt 147 Einwohner. Im Zuge der ersten rheinland-pfälzischen Verwaltungsreform wechselte der Ort am 7. Juni 1969 in den neu geschaffenen Donnersbergkreis. Drei Jahre später folgte die Zuordnung zur Verbandsgemeinde Alsenz-Obermoschel. Seit 2020 ist Sitters Bestandteil der Verbandsgemeinde Nordpfälzer Land.

## Religion
Die Katholiken gehören zum Bistum Speyer und unterstehen dort dem Dekanat Donnersberg, die Evangelischen zur Protestantischen Landeskirche Pfalz. Lediglich während der französischen Zeit von 1802 bis 1817 gehörte Obermoschel katholischerseits zum Bistum Mainz.

## Politik

### Ortsbürgermeister
Ortsbürgermeister ist Kurt Enders.

### Wappen
| Wappen von Sitters | Blasonierung: „Geteilt von Schwarz und Silber, oben ein aus der Teilung wachsender rotbewehrter und -bezungter goldener Löwe, eine silberne Muschel in den Vorderpranken, unten balkenweise ein schräggestellter blauer Krummstab mit kleeblättriger Krümme und eine blaue Lilie.“ |
| Wappen von Sitters | Wappenbegründung: Das Wappen enthält den Pfälzer Löwen und die Jakobsmuschel. |

## Kultur und Sehenswürdigkeiten

### Kulturdenkmäler

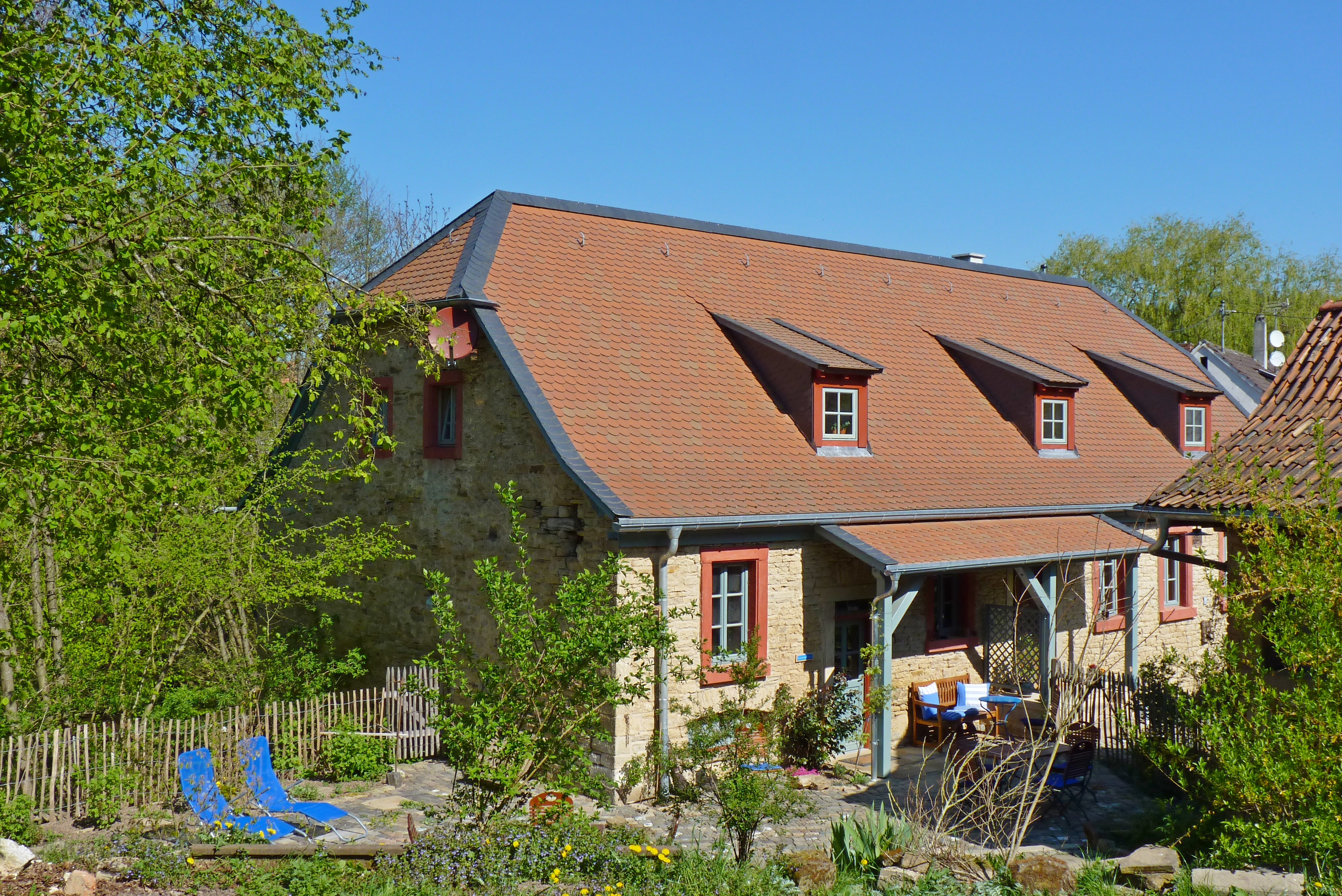
Denkmalgeschützte Dorfmühle

Die Hauptstraße ist als Denkmalzone ausgewiesen. Hinzu kommen insgesamt fünf Einzelobjekte, die unter Denkmalschutz stehen, darunter die evangelische Kirche. Sie wurde 1849 fertiggestellt, 1888 umgebaut und enthält eine von Carl Wagner gebaute Orgel aus dem Jahr 1860.

### Sonstige Bauwerke
In der Ortsmitte im alten Schulhaus von 1846 ist das Dorfgemeinschaftshaus. Auf dem Friedhof befinden sich einige alte Grabsteine, die als Meisterwerke der Steinbildhauerkunst gelten.

### Natur
Einziges Naturdenkmal vor Ort ist die Luitpoldlinde.

### Paläontologie
Innerhalb des Gemeindegebiets wurden Fossilien des Knochenfisches Elonichthys gefunden.

## Wirtschaft und Infrastruktur

### Verkehr
Durch den Ort verläuft die Landesstraße 379. Über die A 63 besteht Anschluss an den Fernverkehr. Nächstgelegener Bahnhof ist Alsenz an der Alsenztalbahn.

### Tourismus
Durch den Osten der Gemeindegemarkung verlaufen der Prädikatswanderweg Pfälzer Höhenweg und der mit einem weißen Kreuz markierte Fernwanderweg Nahegau-Wasgau-Vogesen.

## Personen, die vor Ort gewirkt haben
- Konrad Schredelseker (1774–1840), Dorfschullehrer und Landvermesser, entwarf 1804 eine Gemarkungskarte von Sitters